# Erwin Axer
Erwin Axer (1 de gener de 1917, Viena, Imperi Austrohongarès - 5 d'agost de 2012, Varsòvia, Polònia) fou un director de teatre polonès, escriptor i professor universitari. Va estar durant molt de temps al capdavant del Teatr Współczesny de Varsòvia, amb el qual va fer també tot d'obres de teatre a l'estranger, sobretot a països germanòfons, als Estats Units i també a Leningrad (URSS).
Tot i que va néixer a Viena, Erwin Axer va viure ja de ben petit a Lwów (avui dia Lviv, Ucraïna). Va néixer al si d'una família burgesa, i tot i que la professió familiar era l'advocacia, ell va decantar-se pel teatre. A les acaballes del 1930 va fer el seu debut amb Moon of the Caribbes d'Eugene O'Neill. El 1938 també va realitzar Nędza uszczęśliwiona per Maciej Kamieński i The Tidings Brought to Mary de Paul Claudel. L'any següent, el 1939, va graduar-se a l'Institut Estatal d'Art Teatral i va dirigir Miss Julie d'August Strindberg. Tanmateix, la guerra defensiva de Polònia i l'esclat de la Segona Guerra Mundial va fer que la seva carrera acabés. Va passar els primers anys de l'ocupació soviètica a Lwów, on es guanyava la vida actuant i amb la posada en escena de drames al Teatre Dramàtic de Polònia, que era controlat pels comunistes, l'únic teatre en llengua polonesa obert en la ciutat. Això no obstant, després que els alemanys prenguessin la ciutat, van arrestar el seu pare, va traslladar-se a Varsòvia.
Va prendre part en la sublevació de Varsòvia el 1944 i fou fet presoner pels alemanys, que el varen enviar a una pedrera a Alemanya com a esclau-treballador. Després de la guerra va tornar a Polònia, i el 1946 va esdevenir cap del Teatre de Càmera de la Casa dels Soldats de Łódź, una institució que va traslladar-se a Varsòvia l'any següent i que va canviar de nom per dir-se Teatr Współczesny. Entre el 1954 i el 1957 va dirigir també el Teatre Nacional, l'escenari més prestigiós de la Polònia de postguerra. D'ençà el 1949 fou també professor a l'Acadèmia de Teatre de Varsòvia. A partir del 1962 Axer dirigí regularment obres de teatre a l'estranger. Entre els països que visità es troben Alemanya, Suïssa, URSS, EUA i els Països Baixos. Fou convidat per Georgui Tovstonógov per dirigir tres concerts al Teatre Dramàtic Bolxoi de Leningrad. Des del 1972 fou un col·laborador del Burgtheater de Viena.